# Елизабета Румунска
Елизабета Румунска (грч. Ελισάβετ της Ρουμανίας; рум. Elisabeta a României; 12. октобар 1894 – 14. новембар 1956) је била румунска принцеза династије Хоенцолерн—Зигмаринген а по удаји је била грчка краљица, као супруга Ђорђа II Грчког.
Васпитали су је и одгојили рођак Карол I Румунски и његова супруга краљица Елизабета од Вида те је била друштвено изолована. Удата за принца Ђорђа II, наследника грчког престола није осећала страст према њему и прошла је кроз политичка превирања у земљи после Првог светског рата. Када је њен муж наследио трон 1922, Елизабет је била умешана у помоћ избеглицама које су стигле у Атину после катастрофе у грчко-турском рату. Успон револуционарне климе утицао је на њено здравље и она је напустила Краљевину Грчку са својим мужем у децембру 1923. Краљевски пар се тада настанио у Букурешту, а краљ Џорџ је свргнут 25. марта 1924. укидањем грчке монархије.
У Румунији, однос Елизабете и Ђорђа II се погоршао и пар се развео 1935. Веома блиска са својим братом, краљем Румуније Каролом II, бивша краљица је стекла значајно богатство, делом захваљујући финансијским саветима њеног љубавника, банкара Александруа Сканавија. Након смрти своје мајке, краљице Марије, 1938. и абдикације краља Карола 1940. године, Елизабета је преузела улогу прве даме Румуније. На крају Другог светског рата успоставила је блиске везе са Комунистичком партијом Румуније и отворено се уротила против свог нећака, младог краља Михаја I, чиме је стекла надимак „Црвена тетка“ . Међутим, њене комунистичке везе нису је спречиле да буде протерана из земље када је 1947. проглашена Румунска Народна Република. Прогнана, бивша краљица се преселила у Швајцарску, а затим у Кан, у јужној Француској. Имала је романтичну везу са Марком Фавратом, скоро тридесет година млађим уметником.

## Биографија
Била је друго дете и прва ћерка престолонаследника Фердинанда и принцезе Марије од Единбурга. Елизабета је рођена 12. октобра 1894. у замку Пелеш, Синаја. Име је добила по својој пратетки по оцу, краљици Елизабети од Вида и убрзо након рођења одвојена је од својих родитеља. Са старијим братом, принцом Каролом, одгајали су је краљ Карол I и његова жена. Током година, Елизабета је развила хладан карактер и променљив темперамент који је друштвено изоловао.
Године 1911, принц Ђорђе Грчки, тада други у реду на престолу, први пут је срео Елизабету. После Балканских ратова, током којих су Грчка и Румунија биле савезничке, грчки принц је тражио руку Елизабете, али је, по савету њене пратетке, одбила понуду, рекавши да је њен удварач пренизак и превише "Енглез" у својим манирима. Принцеза је том приликом чак рекла да је „Бог започео принца, а заборавио да га заврши“.
Током Првог светског рата, Елизабет је била укључена у помоћ рањеним војницима. Свакодневно је обилазила болнице и делила цигарете и утешне речи жртвама борби.
Године 1919. Елизабета и њене сестре Марија и Илеана пратиле су своју мајку, сада краљицу Марију, у Париз на Мировној конференцији. Владарка се надала да ће за време свог боравка моћи да нађе одговарајуће мужеве за своје ћерке, посебно за Елизабету, која је већ имала двадесет пет година. После неколико месеци у Француској, краљица и њене ћерке су одлучиле да се врате у Румунију почетком 1920. У повратку су се накратко зауставиле у Швајцарској, где су затекли грчку краљевску породицу, која је живела у изгнанству од свргавања Константина I током Великог рата. Елизабета је тада поново срела принца Ђорђа, који је поново тражио њену руку. Сада свеснија свог статуса, Елизабета је одлучила да прихвати брак. Међутим, у то време будућност грчке краљевске династије била је далеко од извесне: смењен са престола са оцем и замењен млађим братом, сада краљем Александром I, Ђорђу је забрањено да остане у својој земљи, без пара и без икаквих изгледа за будућност. Веридба је задовољила и Елизабету и родитеље принца Ђорђа. Усхићена што је коначно пронашла мужа за своју најстарију ћерку, краљица Румуније је убрзо позвала принца да отпутује у Букурешт како би јавно објавила веридбу. Ђорђе је пристао, али је убрзо по доласку у земљу своје веренице сазнао за несрећну смрт Александра I и политичка превирања која су уследила у Грчкој.
Дана 5. децембра 1920. референдум са спорним резултатима позвао је грчку краљевску породицу да се врати у земљу. Због тога су се краљ Константин I, краљица Софија и Ђорђе вратили у Атину 19. децембра. Њихов повратак пратило је значајно весеље. Огромна гомила опколила је суверена и престолонаследника улицама престонице. У палати, више пута су се појављивали на балкону да поздраве људе који су их бодрили.
Неколико недеља касније, Ђорђе се вратио у Румунију да ожени са Елизабетом. Венчање је обављено са великом помпом у Букурешту 27. фебруара 1921. године. Убрзо након 10. марта, принц Карол од Румуније, Елизабетин старији брат, оженио се млађом сестром Ђорђа, принцезом Хеленом од Грчке.
У Грчкој, Елизабета је имала великих потешкоћа да се интегрише у краљевску породицу, а њен однос са краљицом Софијом је био посебно незгодан. Због интровертног темперамента који би се могао погрешно схватити као ароганција, она се осећала изолованом од стране своје нове породице, који су само говорили на грчком у њеном присуству, јер још није савладала језик. Само су краљ Константин I и његова сестра, руска велика кнегиња Марија Георгијевна, нашли на наклоност. Чак је и са својим супругом имала лош однос због његове и њене повучености.
Жалећи што нема свој дом и што је била приморана да стално живи са грчком краљевском породицом, Елизабета је потрошила ионако мале приходе свог мужа на преуређење њихових станова. Поред тога, њена породица је каснила са исплатом мираза а уштеђевина коју је оставила у Румунији убрзо је изгубљена због лоших инвестиција које је извршио управник њеног богатства.
Суочена са веома тешком политичком ситуацијом, услед грчко-турског рата, Елизабета је брзо схватила да је њен простор ограничен у њеној новој земљи. Она је интегрисала Црвени крст, који је био преплављен доласком рањеника који су долазили из Анадолије. Принцеза се у слободно време бавила баштованством, сликањем и цртањем. Илустровала је књигу песама белгијског аутора Емила Верхерена. Провела је дуге сате учећи модерни грчки, језик који јој је био изузетно тежак.
Разочарана својом свакодневном рутином, Елизабета је почела да гаји љубомору према својој сестри Марији, удатој за краља Југославије Александра I Карађорђевића, и снаји Хелени од Грчке, супрузи њеног брата престолонаследника Карола од Румуније. Са ратом и револуцијом свакодневни живот грчке краљевске породице био је заиста све тежи, а накнада коју је примао њен супруг Ђорђе није јој дозвољавала да купи одећу и накит који је желела.
Већ затегнути ратом, односи грчке краљевске породице и Елизабете били су помућени тиме што нису могли да дају наследника Краљевини Грчкој. Елизабета је затруднела неколико месеци након удаје, али је доживела побачај током службеног путовања у Смирну. Дубоко погођена овим догађајем, принцеза се разболела од тифуса након чега је убрзо уследио плеуритис и погоршала се депресијом. Уточиште је са својом породицом нашла у Букурешту, али упркос напорима њене мајке и мужа, ни Елизабетино здравље ни њен брак нису се у потпуности опоравили од губитка детета.
У међувремену, катастрофа грчко-турског рата приморала је краља Константина I да абдицира, што је Ђорђа ставило на престо дана 27. септембра 1922. Нови краљ, међутим, није имао моћ и он и његова краљица нису били у стању да реше репресију коју су организовали револуционари који су преузели власт против представника старог режима. Нови краљевски пар је са муком видео скоро погубљење принца Андреја (краљевог стрица) на суђењу Шесторици (погубљење Шесторице је било суђење за издају, крајем 1922, антивенизелистичким званичницима који су сматрани одговорним за грчки војни пораз у Малој Азији. Суђење је кулминирало смртном казном и погубљењем шест од девет оптужених).
Упркос овом тешком контексту, Елизабета је покушала да буде корисна својој земљи. Да би одговорила на прилив избеглица пореклом из Анадолије, краљица је изградила колибе на периферији Атине. Да би спровела своје пројекте, мобилисала је своју породицу и замолила своју мајку, краљицу Марију, да пошаље дрво и други материјал.
Међутим, Елизабети је било све теже да се носи са Грчком и њеном револуционарном климом. Њена љубав према супругу није ни постојала а њена писма мајци показују колико је бринула за своју будућност. Њена преписка је такође открила да није имала жељу да има децу.
Након покушаја монархистичког државног удара у октобру 1923. године, ситуација краљевског пара постала је још несигурнија. Револуционарна влада је 19. децембра 1923. краља Ђорђа и Елизабету приморала на изгнанство. Са кнезом Павлом (краљевим братом и претпостављеним престолонаследником), они су затим отишли у Румунију, где су сазнали за проглашење Друге Хеленске републике 25. марта 1924. године.
У Румунији, Ђорђе II и Елизабета су се преселили у Букурешт, где су им краљ Фердинанд и краљица Марија дали крило палате на коришћење. Прогнани грчки краљевски пар учествовао је на дворским церемонијама, али упркос љубазности његове таште, прогнани краљ Грчке у Букурешту осећао се бесциљно и није скривао досаду коју је осећао на румунском двору. За разлику од свог супруга, Елизабета је била одушевљена повратком у Румунију. Средином 1920-их, Елизабета је илустровала најновије дело своје мајке, Земља коју волим (1925). Везе са принцезом Хеленом од Румуније остале су компликоване због љубоморе коју је прогнана краљица Хелена и даље осећала према својој снаји.
Погоршани понижењима изгнанства, финансијским потешкоћама и недостатком потомства, односи између Ђорђа II и Елизабете су се погоршали. Бивша краљица Грчке је почела да се коцка, превише једе и започела је серију ванбрачних веза са неколико ожењених мушкараца. Чак је и флертовала са својим шураком, краљем Југославије Александром Карађорђевићем, када је посетила своју сестру краљицу Марију током болести у Београду. Касније је ушла у аферу са банкаром свог мужа, Грка-Румуна по имену Александру Сканавије. Међутим, Елизабета није била једина одговорна за неуспех њеног брака: током година Ђорђе је све мање времена проводио са својом супругом и настанио се у своју резиденцију у Уједињеном Краљевству, где је такође ступио у прељубничку везу.
У мају 1935. Елизабета је од грчког дипломате чула да је Друга грчка република на ивици пропасти и да је обнова монархије неизбежна. Уплашена овом вешћу, прогнана краљица Елизабета покренула је бракоразводни поступак, а да није обавестила свог мужа. Оптужен за „дезертирање из породичне куће“, Ђорђе II је видео како му је брак раскинут пред судом у Букурешту, а да није био заиста позван да говори о томе (6. јула 1935).
После смрти краља Фердинанда Румунског 1927. године, Румунија је започела период велике нестабилности. Након што се престолонаследник Карол одрекао права да може да живи са својом љубавницом Магдом Лупеску, његов син се попео на престо као краљ Михај Румунски под управом Регентског већа. Веома блиска свом брату, Елизабета је активно подржавала његов повратак у Румунију. Она га је свакодневно обавештавала о политичком животу земље током година изгнанства.
Када је дошао на престо, Карол II је одржавао бурне односе са члановима своје породице, али је задржао поверење у Елизабету, која је била једини члан краљевске породице који је прихватио његову љубавницу. Захваљујући наследству које је добила од оца, финансијским саветима свог љубавника, банкара Александруа Сканавија, и добрим односима са братом, принцеза је успела да живи у великом стилу у Румунији. У марту 1935. године, стекла је вилу у Синаји и елегантну вилу у италијанском стилу, названу Палата Елизабета.
Након смрти краљице мајке Марије 1938. и свргавања Карола II 1940. године, Елизабета је играла улогу прве даме Румуније. Амбициозно, принцеза се није кајала што је следила политику свог брата, чак и када се показала као арогантна према осталим члановима краљевске породице. После повратка на престо Михаја Румунског и успостављања диктатуре маршала Јона Антонескуа, Елизабета је остала ван политике. Међутим, од 1944. је успоставила везе са Комунистичком партијом Румуније и отворено се уротила против свог нећака, који ју је сада сматрао шпијуном. Почетком 1947. примила је маршала Тита, који је збацио још једног њеног нећака, младог југословенског краља Петра II. Коначно, преко Александруа Сканавија, принцеза је учествовала у финансирању гериле која се борила против њеног бившег зета, садашњег краља Павла I, у Грчкој.
Међутим, Елизабета није била једини члан румунске краљевске породице који је имао пријатељске односе са комунистима: то је учинила и њена сестра Илеана у нади да ће на престо поставити свог најстаријег сина, надвојводу Стефана од Аустрије. Из тих разлога, две принцезе су тада добиле надимак „Црвене тетке“ краља Михаја Румунског.
Упркос својим везама са Комунистичком партијом Румуније, Елизабета је била приморана да напусти земљу након проглашења Румунске Народне Републике, 30. децембра 1947. Нови режим јој је дао три дана да спакује своје ствари, а палата Елизабета је опљачкана. Међутим, пре него што је отишла у изгнанство, принцеза је имала времена да спали своју архиву. Дана 12. јануара 1948. напустила је Румунију са својом сестром Илеаном у специјалном возу који су обезбедили комунисти. Породица Сканави их је пратила, али су обе принцезе изгубиле велики део имовине након што су протеране из земље.
Елизабета се прво настанила у Цириху, а затим у Кану. У Француској је упознала згодног младића и будућег уметника по имену Марк Фаврат. Пошто се заљубила у младића, принцеза је пожелела да се уда за њега и замолила свог рођака, Фридриха, принца од Хоенцолерна, да му поклони титулу како би се венчали. Принцеза је тада одлучила да почне заједницу са младићем; што је учинила три месеца пре смрти. Умрла је у свом дому 14. новембра 1956. године.
Тело принцезе пренето је у крипту Хоенцолерн-Зигмаринге династије.

## Грбови
- Краљевски монограм као принцеза Елизабета од Румуније
- Грб краљице Елизабете Грчке
- Краљевски монограм краљице Елизабете од Грчке